# ЕКр1 «Тарпан»

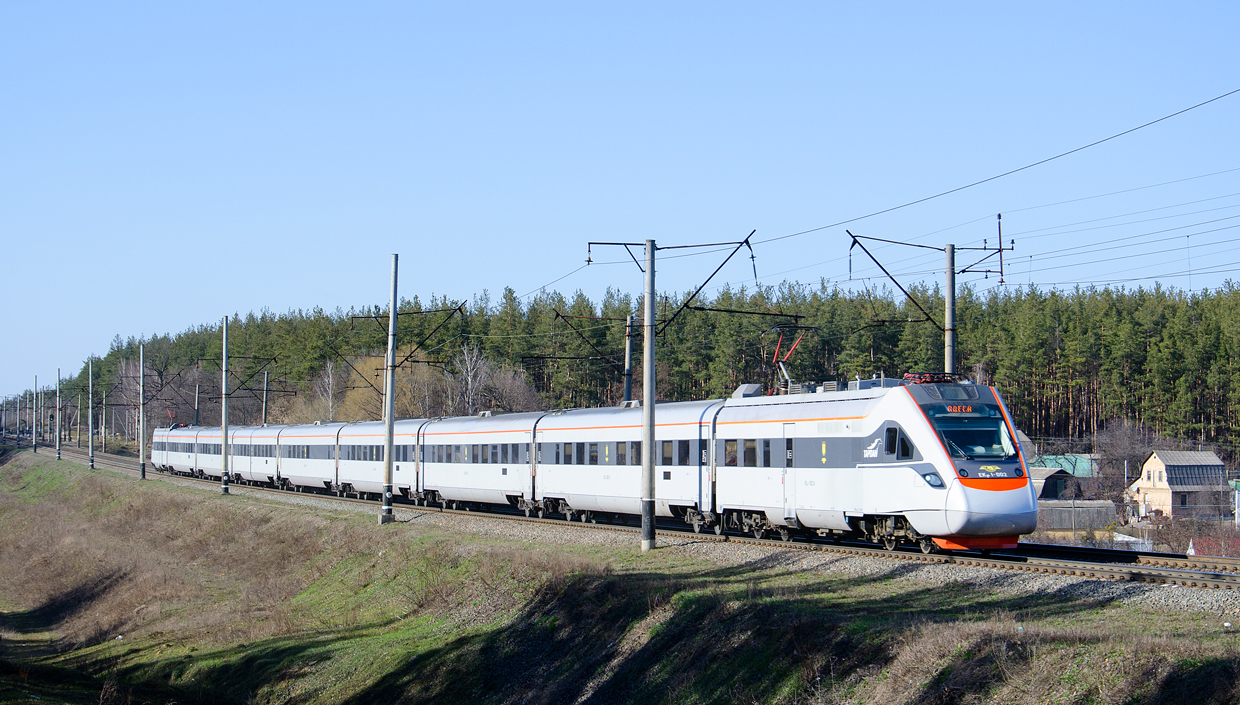
ЕКр1-002

ЕКр1 «Тарпан» (Електропоїзд Крюківський перший) — міжрегіональний швидкісний двосистемний електропоїзд, створений на Крюківському вагонобудівному заводі (м. Кременчук, Полтавська область, Україна) в 2011–2012 роках.

## Історія створення
На початку XXI століття в Україні виникла необхідність організації швидкісного руху пасажирських поїздів. Першопрохідцем був Столичний експрес (2002 рік) сполученням Київ — Харків. Потяг складався з локомотива і вагонів моделі 61-779 з кріслами для сидіння. При підготовці до Чемпіонату Європи з футболу-2012 було придбано 10 швидкісних електропоїздів Hyundai Rotem (6 складів були доставлені до початку Чемпіонату, а ще 4 після його закінчення).
У той же час на Крюківському заводі з власної ініціативи почали створювати швидкісний потяг з максимальною швидкістю 200–220 км/год. Однак завод не зміг повністю розробити і сертифікувати свій поїзд до початку турніру. На той час поїзд лише проходив заводські випробування і обкатку.
Станом на 31 січня 2013 року міжвідомча приймальна комісія Укрзалізниці прийняла до експлуатації перший поїзд ЕКр1-001 «Тарпан».
|  | «Комісія вирішила: склад та комплектність дослідного зразка міжрегіонального двосистемного дев’ятивагонного електропоїзда виробництва КВБЗ в основному відповідають вимогам технічного завдання. Випробування поїзда та його візків зараховані як приймальні. Конструкторській документації присвоєно літеру О1». Оригінальний текст (рос.) [«Комиссия решила: состав и комплектность опытного образца межрегионального двухсистемного девятивагонного электропоезда производства КВСЗ в основном соответствуют требованиям технического задания. Испытания поезда и его тележек засчитаны как приемочные. Конструкторской документации присвоена литера О1»] Помилка: [undefined] Помилка: {{Lang}}: немає тексту (допомога): текст вже має курсивний шрифт (допомога) |

Тоді ж було закінчено складання другого поїзда ЕКр1-002, на якому виконали пусконалагоджувальні роботи. 
Орієнтовно в березні — квітні 2013 року планувалося, що один з потягів приїде в Щербинку на випробування, а потім буде розганятися на маршруті Москва — Санкт-Петербург до 200 км/год, тому що в Україні немає полігонів, які дозволяють розігнатися до подібної швидкості[джерело?].
Згідно з рішенням міжвідомчої комісії з 28 березня по 2 квітня 2013 року проходили випробування другого міжрегіонального швидкісного двосистемного електропоїзда — ЕКр1-002.
Електропоїзд розпочав так званий «тест-драйв» — обкатку на магістралях. Необхідний пробіг повинен становити 5 тис. км. У травні-червні 2013 року було заплановано, що перший регулярний рейс поїзда відбудеться на лінії Дніпропетровськ — Сімферополь, відстань між містами поїзд повинен подолати за 4 години 50 хвилин.
Один із випробувачів Крюківського вагонобудівного заводу Сергій Михайленко розповідав:
|  | Ми їхали ділянкою Бориспіль — Баришівка зі швидкістю 140 кілометрів на годину. В тому місці три залізничних гілки йдуть паралельно. Коли на сусідній гілці з'явився "Хюндай", він спробував нас обійти, але ми додали швидкості до 170 кілометрів на годину — й легко пішли вперед. Нічого протиставити нам імпортний поїзд не зміг. |

Станом на 5 квітня 2013 року міжвідомча приймальна комісія Укрзалізниці на чолі із першим заступником генерального директора Укрзалізниці Миколи Сергієнка перебуваючи на КВБЗ дозволила експлуатацію за призначенням двох електропоїздів ЕКр1-001 і ЕКр1-002 з максимальною експлуатаційною швидкістю 160 км/год та схвалила виготовлення дослідної партії електропоїздів ЕКр1 в кількості 10 одиниць.
Комісія зазначила, що склад і комплектність міжрегіональних двосистемних девятивагонних електропоїздів серії ЕКр1 виробництва ПАТ «КВБЗ» відповідають умовам технічного завдання. А їх технічні характеристики і конструкція — сучасному світовому рівню аналогічної продукції відповідного класу.

## Особливості створення
Сьогодні ПАТ КВБЗ має дозвіл на виробництво цієї моделі.
Понад 180 підприємств України плюс партнери з СНД і решти світу постачають вузли та комплектуючі для національних електропоїздів. Локалізація виробництва в Україні становить 70 відсотків, створено понад 5000 нових робочих місць. У проекті взяли участь науково-дослідні інститути, державні установи. Робота колективу вагонобудівників і всіх їхніх партнерів заслуговує уваги, підтримки і визнання.
Поїзд номер 001 пройшов за час випробувань близько 60 тисяч кілометрів, поїзд номер 002 — близько 6 тисяч. Вони довели свою надійність, працездатність, відповідність інфраструктурі українських залізниць і готові перевозити пасажирів. Саме це і підтвердило рішення міжвідомчої комісії.
Фахівці Укрзалізниці за наказом першого заступника генерального директора Миколи Сергієнка розробили маршрути руху максимально наближені до розкладу поїздів Інтерсіті+. Було забезпечено рух поїзда по Львівській, Одеській, Придніпровській, Південно-Західній, Південній та Донецькій залізницях.
Під час випробувань поїзд неодноразово здійснював обкатку на маршрутах: 
- Київ — Львів;
- Київ — Дніпро;
- Київ — Харків;
- Київ — Дніпро — Запоріжжя — Сімферополь;
- Київ — Донецьк;
- Полтава — Кременчук;
- Сімферополь — Кременчук.

## Експлуатація

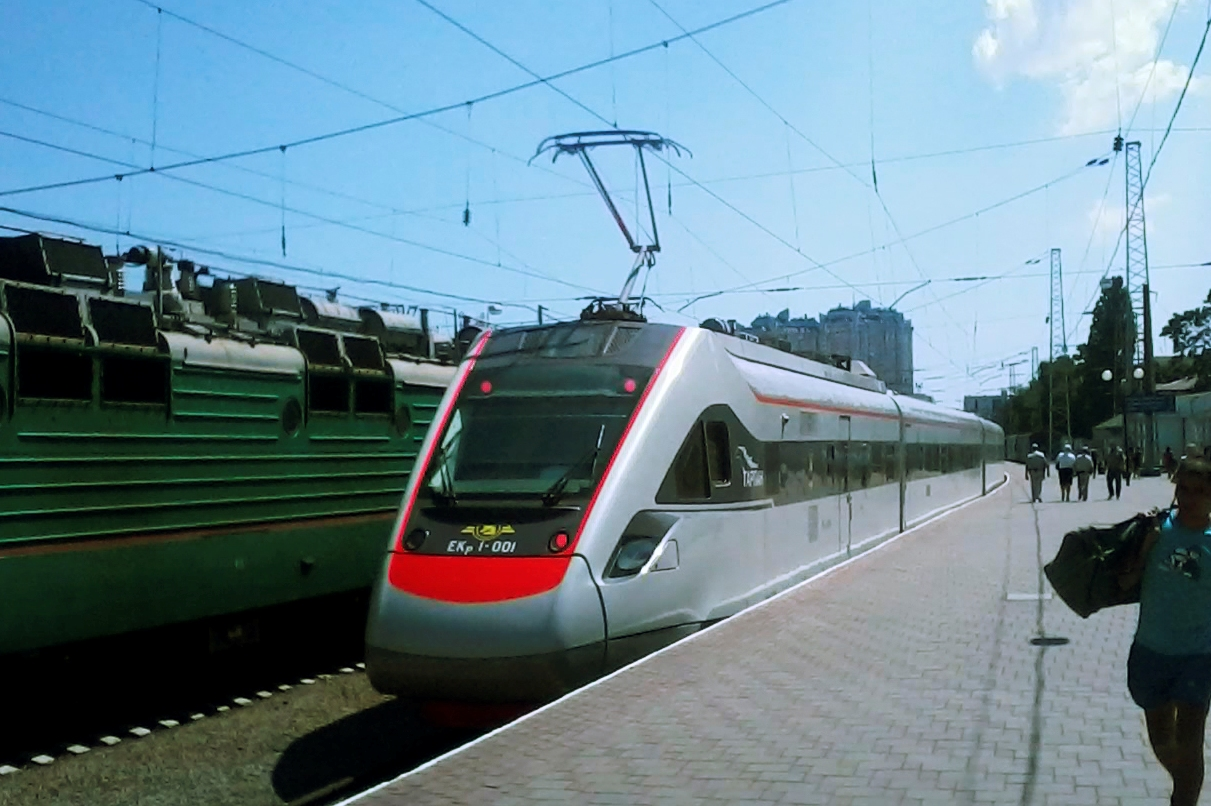
ЕКр1 «Тарпан» на станції Одеса-Головна

24 червня 2014 року розпочалася експлуатація поїздів серії ЕКр1. У перший рейс електропоїзд під № 743 вирушив 24 червня 2014 року за маршрутом Дарниця — Київ-Пасажирський — Львів, а з 1 липня 2014 року обидва поїзди курсували у сполученні Київ — Одеса — Київ. У цілому поїзд ЕКр-1 експлуатуватиметься на всіх маршрутах обслуговування поїздів Інтерсіті+.
З 12 грудня 2014 року по 15 червня 2015 року курсував за новим маршрутом Київ — Кривий Ріг.
Експлуатує поїзди Українська залізнична швидкісна компанія. Згідно з договором, термін сервісного обслуговування поїздів — 1 рік, гарантійного — 2 роки.
Станом на червень 2016 року кількість перевезених двома складами ЕКр1 «Тарпан» склала більше 700 тисяч чоловік.

## Схема поїзда

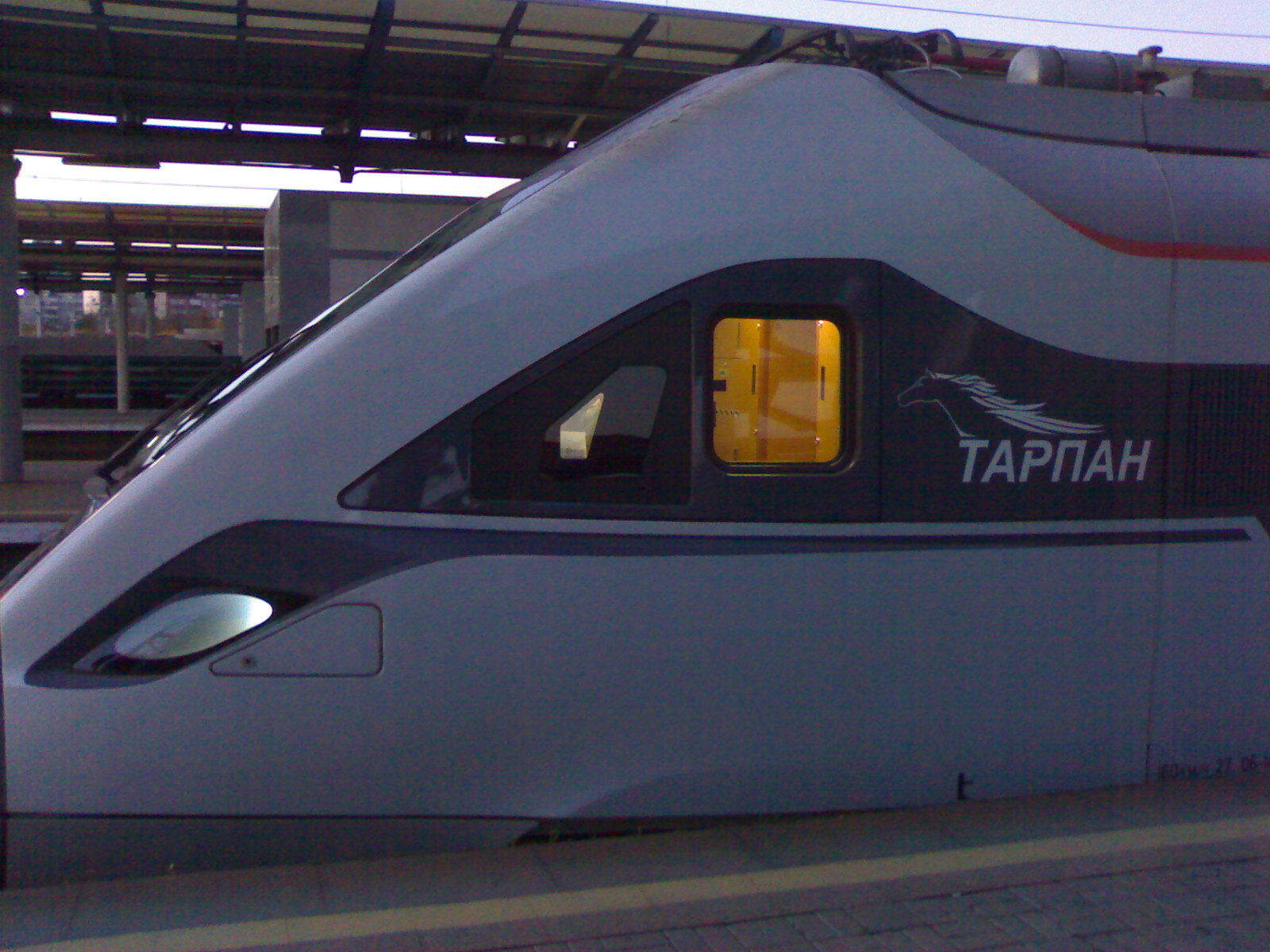
Відправлення ЕКр1 «Тарпан» зі станції Дарниця

Поїзд складається з 7 причіпних і 2 головних моторних вагонів. Особливість полягає в тому, що головні вагони являють собою, по суті, електровози, в них передбачене пасажирське відділення.
Кузови вагонів виготовлені з нержавіючої сталі. Конструкція вагонів поїзда в повному обсязі відповідає вимогам санітарних норм по ергономіці, мікроклімату, освітленості, шуму і вібрацій, а також вимогам безпеки на всі оздоблювальні та облицювальні матеріали.
Інтер'єри салонів, які мають сучасний дизайн виконані з пластикових і металевих панелей з використанням зносостійких, екологічно чистих, важкогорючих матеріалів. При необхідності вони легко демонтуються і дають доступ до систем життєзабезпечення вагонів в період експлуатації.

## Технічні характеристики
- Рід струму — змінний 25 кВ 50 Гц, постійний 3кВ;
- Ширина колії — 1520 мм;
- Конструкційна швидкість — 200 км/год (в залежності від модифікації);
- Загальна довжина 9ти-вагонного електропоїзда: 230,0 м;
- Довжина проміжного вагона: 26,696 м;
- Ширина: 3,420 м;
- База вагона: 19,0 м;
- Висота вагона: 4,4 м;
- Матеріал обшивки кузова: нержавіюча сталь;
- Тип тягового двигуна: асинхронний;
- Термін служби вагонів: 50 років;
- Кількість місць для сидіння: 612;
- місць першого класу: 128;
- місць другого класу: 370;
- місць третього класу: 112;
- місць для пасажирів в інвалідних візках: 2;
- Максимальне статичне навантаження від колісної пари на рейку, Тс: 18;
- Максимальний термін проходження до першої екіпіровки, год: 24[10].

### Тяговий двигун
На електропоїзді встановлені асинхронні двигуни типу TMF 59-39-4. Позначення двигуна розшифровується наступним чином:
- TMF — тип електричної машини (тяговий двигун з примусовою вентиляцією);
- 59 — зовнішній діаметр статора (59х10=590 мм);
- 39 — довжина пакета ротора (39х10=390 мм);
- 4 — кількість полюсів обмотки.

Технічні характеристики тягового двигуна TMF 59-39-4:
| Номінальна напруга, В                                 | 398                  |
| Потужність, кВт                                       | 500                  |
| Струм якоря в годинному режимі, А                     | 885                  |
| Частота, Гц                                           | 57                   |
| Частота обертання, об/хв                              | 1698                 |
| Максимальна частота обертання, об/хв                  | 5125                 |
| Кількість полюсів                                     | 4                    |
| Клас ізоляції                                         | 200                  |
| Система ізоляції                                      | VPI                  |
| Попередження про перегрів статора, при температурі, С | 190                  |
| Відлючення живлення, при температурі перегріву, С     | 210                  |
| Спосіб охолодження                                    | примусова вентиляція |
| Маса ТЕД, кг                                          | 1157                 |

Даний тип двигунів встановлюється на європейських електропоїздах серії: ED74 польських залізниць та EJ 480 чеських залізниць.

## Обладнання вагонів
Вагони обладнані:

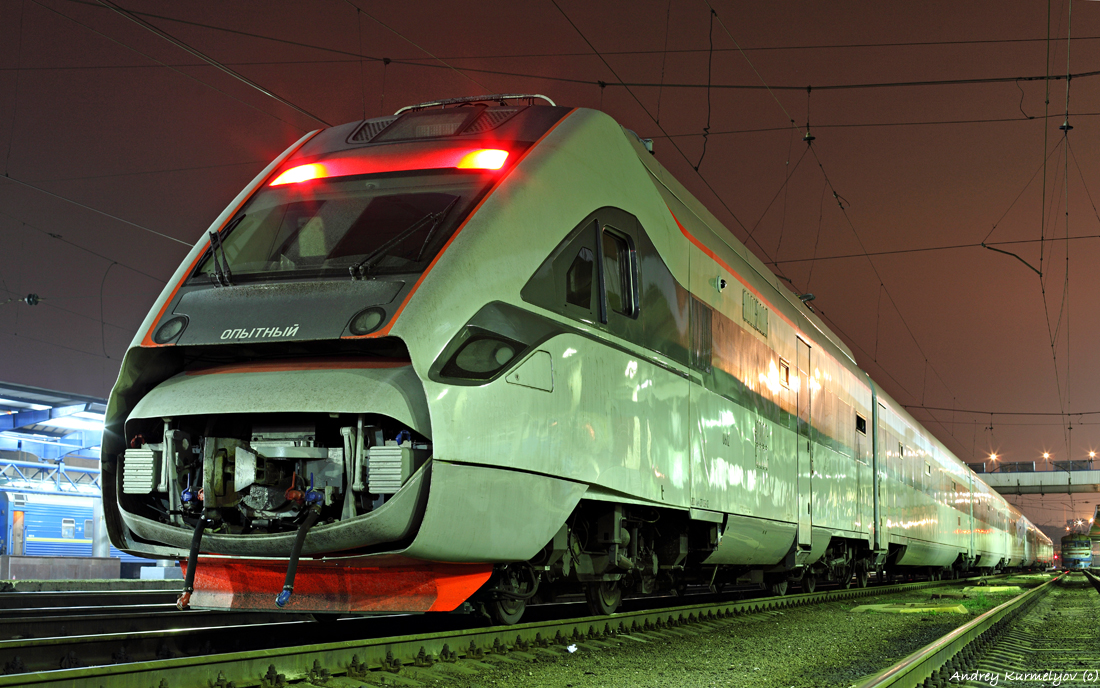
Електропоїзд з відкритим головним обтічником

- Безлюлечними візками з центральним пневмопідвішуванням мод.68-7072 (головний вагон) і мод.69-7049 (проміжний вагон);
- Жорсткими зчіпними пристроями і герметичними переходами;
- Місцями для перевезення інвалідів у візках;
- Системою електроживлення — централізованої від високовольтної підвагонної магістралі, через статичний перетворювач, від промислової електромережі 380В на стоянках, від акумуляторних батарей (Електрообладнання даних вагонів має резервну систему електроживлення в разі виходу з ладу основного статичного перетворювача);
- Системою гарячого і холодного водопостачання;
- Комбінованої системою опалення з автоматичним регулюванням температури;
- Системою кондиціонування повітря з автоматичним регулюванням температури;
- Санітарно-технічним обладнанням (мийка, умивальники, душ, туалети замкнутого типу);
- Протипожежним обладнанням (пожежна сигналізація, пожежні сповіщувачі, установка водяного пожежогасіння, установка автоматичного пожежогасіння в електрощиті);
- Системою автоматичного управління, контролю і діагностики (САУКД);
- Системою контролю нагрівання букс (СКНБ);
- Системою контролю стану дискових гальм (СКСГ);
- Поїздною автоматичною системою діагностики (ПАіДС);
- Системою відеонагляду;
- Інформаційною системою (інформаційні табло і покажчики);
- Системою поїзного зв'язку «провідник-пасажир»;
- Системою аудіотрансляції;
- Системою супутникової навігації та зв'язку;
- Автоматичними герметичними електропривідними дверима;
- Автоматичними тамбурними електропривідними дверима зсувного типу;
- Системою блокування дверей на швидкості понад 5 км/год;
- Головні вагони електропоїзда вперше в Україні обладнані системою поглинання енергії (до 2 МДж) при лобових зіткненнях[1].

## Вартість
Ціна двосистемного швидкісного дев'ятивагонного електропоїзда для міжрегіональних перевезень виробництва КВБЗ становить 200 мільйонів гривень з ПДВ (166, 667 млн гривень без ПДВ або 20,85 млн. доларів США). Ціна найближчого конкурента ЕКр1 на Українських залізницях, корейського HRCS2 становить 29,165 млн доларів США без ПДВ, а з врахуванням вартості запчастин і документів, загальна вартість корейського електропоїзда становить 30,7 млн доларів США. Це 36,84 млн доларів США з ПДВ проти 25 млн доларів США у КВБЗ.

## Цікавий факт
Під час випробувань у пресі та деяких профільних аматорських залізничних Інтернет-ресурсах на ту мить ще офіційно та публічно безіменний електропоїзд отримав найменування моделі ПЛТ200, яке незрозуміло звідки взялося, з розшифровкою — Поїзд Локомотивної Тяги з конструкційною швидкістю 200 км/год. Первинне джерело — сайт КВБЗ — на той час про таку модель нічого не повідомляло.